# Райполье (Рязанская область)
Райполье — село в Шацком районе Рязанской области в составе Ольховского сельского поселения.

## Географическое положение
Село Райполье расположено на Окско-Донской равнине на правом берегу реки Тырницы в 19 км к юго-западу от города Шацка. Расстояние от села до районного центра Шацк по автодороге — 32 км.
К западу от села протекает река Тырница, к северу расположен овраг Антошкин, к востоку — небольшие рощи и перелески, к юго-востоку — овраг Угольков, и урочища Троицкий Лес и Шульгинский Лес. Ближайшие населённые пункты — деревни Александровка, Богословское, Троицкое и Калиновка.

## Население
| 1989 | 2010 | 2012 |
| ---- | ---- | ---- |
| 114  | ↘51  | ↗89  |

## Происхождение названия
Происхождение названия этого населённого пункта неизвестно.
Вплоть до начала XX в. населённый пункт считался деревней и имел несколько иное написание названия — Рай-Поле.

## История
К 1911 году, по данным А. Е. Андриевского, деревня Рай-Поле относилась к приходу Сергиевской церкви села Феодосова Поляна и в ней насчитывалось 134 крестьянских двора, в которых проживало 425 душ мужского и 425 женского пола. В деревне имелась одноклассная смешанная церковно-приходская школа с домовой церковью, а вблизи от неё располагался небольшой хутор Фирсова.

## Транспорт
Основные грузо- и пассажироперевозки осуществляются автомобильным транспортом.